# 262418 Самофалов
262418 Самофалов (262418 Samofalov, (262418) 2006 UV61) — мала планета Сонячної системи. Відкрита 17 жовтня 2006 року в Андрушівській астрономічній обсерваторії (Україна). Обертається на відстані 2,3344918 а.о. від Сонця з періодом обертання 3,57 років.

## Характеристики
Астероїд має ексцентриситет орбіти 0,1442347, нахил орбіти — 6,24906°. Перигелій знаходиться на відстані 1,9977771 а.о. від Сонця, афелій — 2,6712065 а.о. Абсолютна зоряна величина астероїда — 16,5.